# Nguyễn Chí Thanh
Nguyễn Chí Thanh, né le 1er janvier 1914 et mort le 6 juillet 1967, est un général et homme politique nord-vietnamien. 

## Biographie
Nguyễn Chí Thanh est né dans la province de Thừa Thiên au Vietnam dans une famille paysanne. Il rejoint le Parti communiste vietnamien (PCV) au milieu des années 1930. Durant la Seconde Guerre mondiale, il est emprisonné dans une prison française et n’en sors qu’à la fin du conflit. 
En 1951, il intègre le Politburo du PCV. Pendant la  guerre d'Indochine, Thanh est nommé général de l'Armée populaire vietnamienne, il participera ensuite à la Guerre du Viêt Nam. De 1965 jusqu'à sa mort, il est le principal stratège du COSVN, le quartier général des opérations militaires sud de la République du Vietnam. En 1967, il présente au Politburo les plans de ce qui allait devenir la fameuse Offensive du Têt, mais il meurt d’une attaque cardiaque peu de temps après avoir reçu l'autorisation de mettre en œuvre son plan.

## Distinctions
- Médaille d’or de la valeur militaire

- Médaille de la Résolution pour la Victoire